# 젤레즈니치나 스폴로치노스티 슬로벤스코
젤레즈니치나 스폴로치노스티 슬로벤스코(슬로바키아어: Železničná spoločnosť Slovensko, ZSSK)는 슬로바키아의 국영 철도 회사다.
2002년 슬로바키아 의회는 슬로바키아 철도를 분할하는 법안을 통과시켰다. 슬로바키아 철도는 인프라 유지 관리를 맡았고 승객 및 화물 운송은 젤레즈니치나 스폴로치노스티로 이전되었다. 2005년에 이 새로운 회사는 승객 서비스를 제공하는 젤레즈니치나 스폴로치노스티 슬로벤스코, 화물 서비스를 제공하는 젤레즈니치나 스폴로치노스티 카고 슬로바키아로 더욱 분할되었다.